# Davide Parisato
Davide Parisato (Trieste, 14 aprile 2001) è un pallamanista italiano, ala sinistra della Pallamano Trieste.

## Carriera

### Giovanili
Inizia a giocare a pallamano nel 2010 nel ruolo di terzino sinistro nelle squadre giovanili della Pallamano Trieste, club della sua città. Il percorso giovanile inizia subito con uno splendido successo della formazione U12 allenata da Claudio Schina nella splendida cornice della manifestazione "Festival della Pallamano" a Misano Adriatico in cui vince la medaglia d'oro nelle finali nazionali di categoria. 
Nel 2015, sempre sotto la guida di Claudio Schina, Davide vince le finali Nazionali Trofeo CONI categoria U15 a Lignano Sabbiadoro conquistando un'altra medaglia d'oro.

### Trieste
Nella stagione 2017-2018, il 10 febbraio 2018 all'età di 16 anni fa il suo esordio in Serie A nella gara vinta 31 -25 con l'Alperia Merano, con il ruolo che tuttora ricopre di ala sinistra. Segna la prima rete nella sconfitta interna contro la Raimond Sassari il 12 ottobre 2019.
Nel 2022 dopo aver conquistato la salvezza in Seria A1 con la prima squadra, vince nella finale contro la Pallamano Olimpica Dossobuono la promozione in Serie A2 con la formazione di Serie B allenata da Marco Bozzola.

### Alperia Meran e Bozen Loacker
A luglio del 2022 arriva la chiamata da parte dei Black Devils dello Sport Club Meran Handball allenato da Jurgen Prantner, dove disputa il campionato di Serie A Gold totalizzando 28 reti e conquistando i playoff scudetto, un risultato che mancava a Merano da 18 anni.
Dopo un campionato 2022-2023 in cui ha ben figurato nella massima serie, arriva la chiamata della SSV Bozen Loacker dove viene ingaggiato dal Direttore Sportivo Hannes Innerebner e messo a disposizione dell'allenatore Mario Šporčić per la stagione 2023-2024 come ala sinistra titolare.

### Ritorno a Trieste
Il 25 luglio 2024 è ufficiale il suo ritorno a Trieste, nella compagine che disputerà la Serie A Silver.

## Statistiche

### Presenze e reti nei club
Statistiche aggiornate al 5 aprile 2025.
| Stagione        | Squadra         | Campionato      | Campionato | Campionato | Coppe nazionali | Coppe nazionali | Coppe nazionali | Coppe continentali | Coppe continentali | Coppe continentali | Altre coppe | Altre coppe | Altre coppe | Totale | Totale |
| Stagione        | Squadra         | Comp            | Pres       | Reti       | Comp            | Pres            | Reti            | Comp               | Pres               | Reti               | Comp        | Pres        | Reti        | Pres   | Reti   |
| --------------- | --------------- | --------------- | ---------- | ---------- | --------------- | --------------- | --------------- | ------------------ | ------------------ | ------------------ | ----------- | ----------- | ----------- | ------ | ------ |
| 2017-2018       | Trieste         | A               | 3          | 0          | CI              | 0               | 0               | -                  | -                  | -                  | -           | -           | -           | 3      | 0      |
| 2018-2019       | Trieste         | A               | 1          | 0          | -               | -               | -               | -                  | -                  | -                  | -           | -           | -           | 1      | 0      |
| 2019-2020       | Trieste         | A               | 4          | 1          | CI              | 0               | 0               | -                  | -                  | -                  | -           | -           | -           | 4      | 1      |
| 2020-2021       | Trieste         | A               | 23         | 6          | -               | -               | -               | -                  | -                  | -                  | -           | -           | -           | 23     | 6      |
| 2021-2022       | Trieste         | A               | 16         | 10         | -               | -               | -               | -                  | -                  | -                  | -           | -           | -           | 16     | 10     |
| Totale Trieste  | Totale Trieste  | Totale Trieste  | 47         | 17         |                 | 0               | 0               |                    | 0                  | 0                  |             | 0           | 0           | 47     | 17     |
| 2022-2023       | Meran           | A               | 28         | 28         | CI              | 2               | 3               | -                  | -                  | -                  | -           | -           | -           | 30     | 31     |
| 2023-2024       | Bozen           | A               | 26         | 38         | CI              | 2               | 3               | -                  | -                  | -                  | -           | -           | -           | 28     | 43     |
| 2024-2025       | Trieste         | A2              | 22         | 25         | -               | -               | -               | -                  | -                  | -                  | -           | -           | -           | 22     | 25     |
| Totale carriera | Totale carriera | Totale carriera | 123        | 108        |                 | 4               | 6               |                    | 0                  | 0                  |             | 0           | 0           | 127    | 114    |